# Supercopa Internacional 2024
La Supercopa Argentina 2024, conosciuta anche con il nome di Supercopa Internacional "Sur Finanzas" per motivi di sponsorizzazione, è stata la 3ª edizione della Supercopa Internacional, il trofeo che vede sfidarsi la vincente del Trofeo de Campeones e la squadra che ha ottenuto più punti nella Tabla anual della stagione.
La manifestazione si è svolta in un'unica gara e in campo neutro l'8 luglio 2025 vedendo confrontarsi l'Estudiantes de la Plata (campione del Trofeo de Campeones 2024 e il Vélez Sarsfield (squadra prima classificata nella Tabla anual della stagione 2024).
Il trofeo è stato vinto dal Vélez, che ha battuto con il punteggio di 2-0 l'Estudiantes.

## Formato
La manifestazione si è disputata in campo neutro ed in gara unica. Il regolamento prevedeva la disputa di due tempi regolamentari, nonché di due tempi supplementari ed, eventualmente, dei calci di rigore in caso di permanenza del risultato di parità.

## Partecipanti
| Squadre          | Qualificazione                                        | Partecipazioni precedenti (il grassetto indica la vittoria) |
| ---------------- | ----------------------------------------------------- | ----------------------------------------------------------- |
| Estudiantes (LP) | Vincitore del Trofeo de Campeones 2024                | Nessuna                                                     |
| Vélez Sarsfield  | 1ª classificata nella Tabla anual della stagione 2024 | Nessuna                                                     |

## Tabellino
| Arbitro: | Darío Herrera |

|  |           |                       |
|  | Marcatori | 52’ Galván 73’ Romero |

| Estudiantes (4-2-3-1) | Vélez Sarsfield (4-2-3-1) |

|                   |    |                     |  |     |     |
|                   |    |                     |  |     |     |
| P                 | 28 | Fernando Muslera    |  |     |     |
| D                 | 20 | Eric Meza           |  |     |     |
| D                 | 6  | Santiago Núñez      |  | 14’ |     |
| D                 | 2  | Facundo Rodríguez   |  |     |     |
| D                 | 13 | Gastón Benedetti    |  | 90’ |     |
| C                 | 5  | Santiago Ascacíbar  |  |     |     |
| C                 | 8  | Gabriel Neves       |  |     | 77’ |
| C                 | 10 | Tiago Palacios      |  | 31’ |     |
| C                 | 25 | Cristian Medina     |  | 57’ | 78’ |
| C                 | 19 | Alexis Manyoma      |  |     | 80’ |
| A                 | 9  | Guido Carrillo      |  |     |     |
| A disposizione:   |    |                     |  |     |     |
| P                 | 12 | Matías Mansilla     |  |     |     |
| D                 | 26 | Ramiro Funes Mori   |  |     |     |
| D                 | 35 | Valente Pierani     |  |     |     |
| D                 | 15 | Santiago Arzamendia |  |     |     |
| C                 | 21 | Lucas Piovi         |  |     |     |
| C                 | 22 | Alexis Castro       |  |     | 78’ |
| C                 | 7  | José Sosa           |  |     |     |
| A                 | 11 | Facundo Farías      |  |     | 77’ |
| A                 | 18 | Edwuin Cetré        |  | 95' | 80’ |
| A                 | 16 | Mauro Méndez        |  |     |     |
| A                 | 23 | Luciano Giménez     |  |     |     |
| A                 | 27 | Lucas Alario        |  |     |     |
| Allenatore:       |    |                     |  |     |     |
| Eduardo Domínguez |    |                     |  |     |     |

|                            |    |                   |     |     |     |  |
|                            |    |                   |     |     |     |  |
| P                          | 1  | Tomás Marchiori   |     |     |     |  |
| D                          | 21 | Jano Gordon       |     |     |     |  |
| D                          | 2  | Emanuel Mammana   |     |     |     |  |
| D                          | 31 | Valentín Gómez    |     |     |     |  |
| D                          | 3  | Elías Gómez       |     |     |     |  |
| C                          | 5  | Claudio Baeza     |     | 22’ | 86’ |  |
| C                          | 26 | Agustín Bouzat    |     | 60’ |     |  |
| C                          | 28 | Maher Carrizo     |     |     |     |  |
| C                          | 8  | Tomás Galván      | 52’ |     | 60’ |  |
| C                          | 39 | Imanol Machuca    |     |     | 75’ |  |
| A                          | 9  | Braian Romero     | 73’ | 14’ |     |  |
| A disposizione:            |    |                   |     |     |     |  |
| P                          | 42 | Lautaro Garzón    |     |     |     |  |
| D                          | 6  | Aarón Quirós      |     |     |     |  |
| C                          | 19 | Leonel Roldán     |     |     |     |  |
| D                          | 14 | Agustín Lagos     |     |     |     |  |
| D                          | 16 | Lisandro Magallán |     |     | 86’ |  |
| C                          | 50 | Tobías Andrada    |     |     | 60’ |  |
| C                          | 11 | Matías Pellegrini |     |     | 75’ |  |
| C                          | 18 | Manuel Fernández  |     |     |     |  |
| A                          | 15 | Dilan Godoy       |     |     |     |  |
| A                          | 17 | Álex Verón        |     |     |     |  |
| A                          | 20 | Francisco Pizzini |     |     |     |  |
| A                          | 48 | Matías Arias      |     |     |     |  |
| Allenatore:                |    |                   |     |     |     |  |
| Guillermo Barros Schelotto |    |                   |     |     |     |  |